# جامعة أم درمان الإسلامية

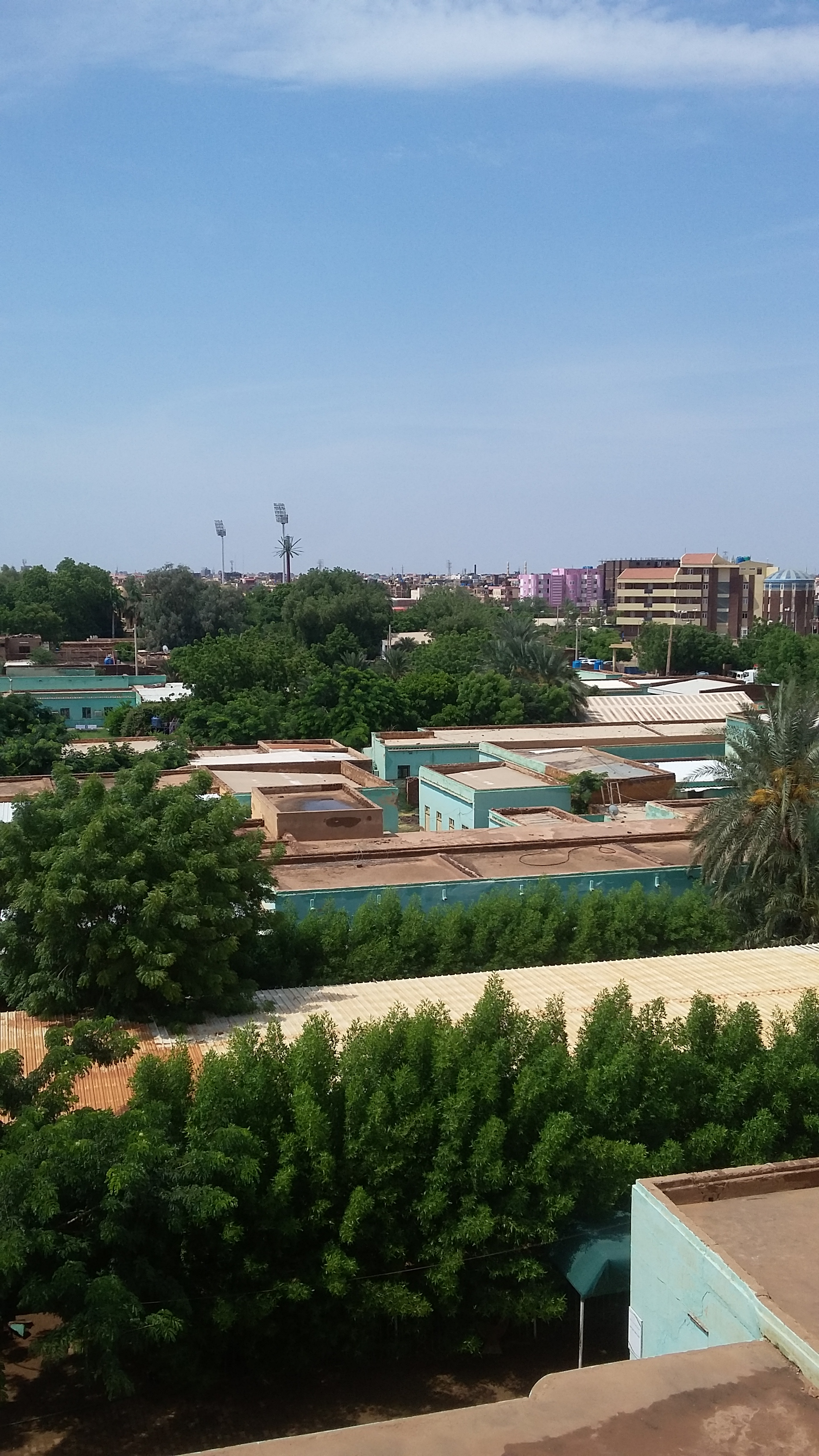

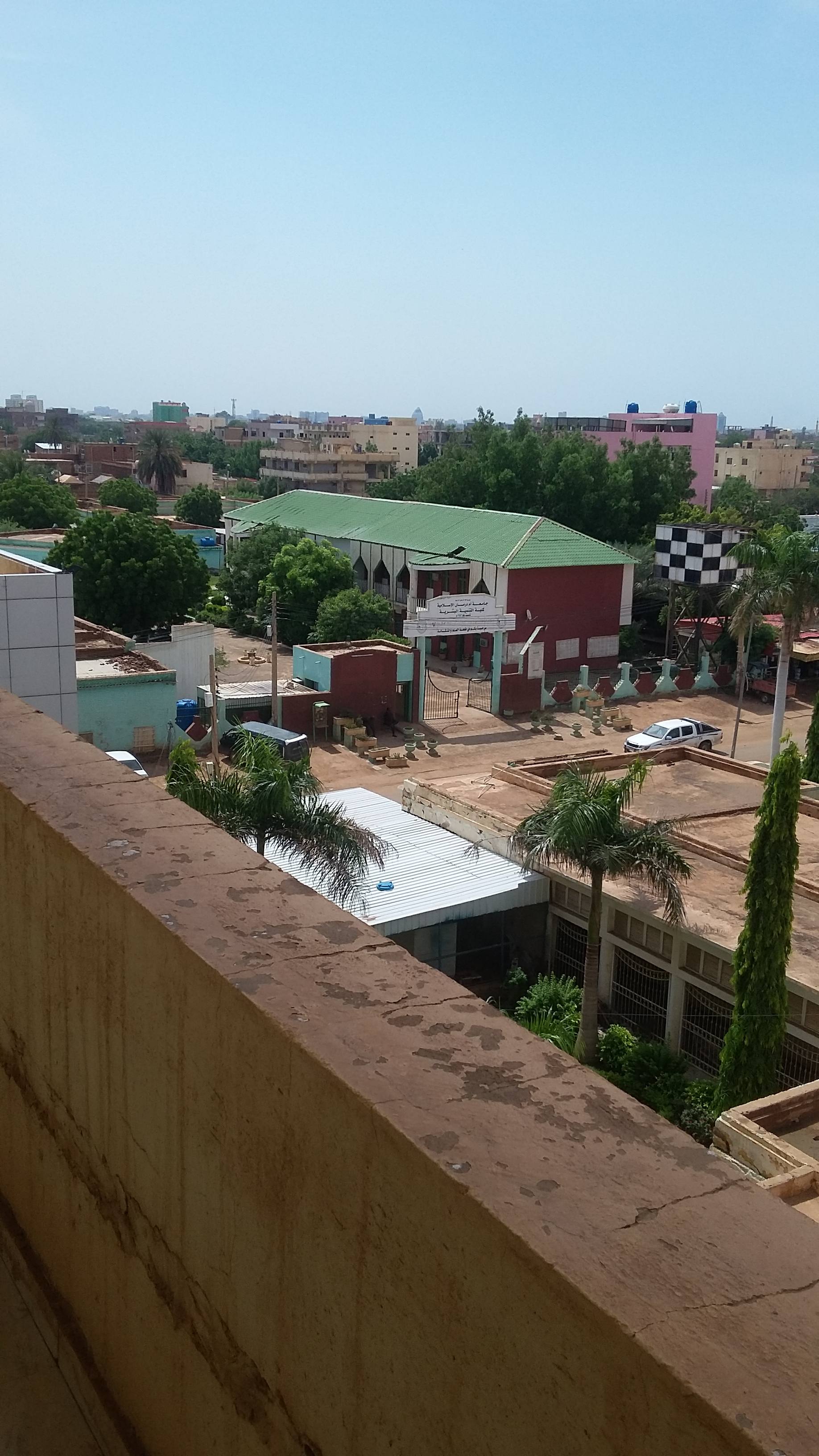
صورة لكلية التنمية البشرية

## جامعة أم درمان الإسلاميةهيجامعةسودانيةحكوميةإسلامية تأسستعام1332هـالموافق1912مباسم "المعهدالعلميبأم درمان"، وهي إحدىالجامعاتالقائمة على نظامالوقف الإسلامي. أسست من قبل أحدالقضاةالسودانيينهوالشيخأبو القاسم أحمد هاشم، تبلغمساحةالحرم الجامعي 500 فدان أو ما يوازي 2 كم² جميعها تقع فيمدينةأم درمانوتتكون من قسمين: قسمالطلابفيمنطقةالفتيحابوقسمالطالباتفيمنطقةالثورة.
بدأت الجامعة بكليتي وأصول الدين والشريعة والاقتصاد، حيث كانت تدرس فيها اللغة العربية والعلوم الإسلامية وعلوم الشرع، وتطورت الجامعة فيما بعد وأصبحت تضم الكليات النظرية (الاقتصاد - التربية -الإدارة - الآداب) ، ومع مطلع التسعينات تطورت الجامعة وأخذت في التوسع فكانت الكليات العملية مثل كلية الطب والهندسة والزراعة.

## تاريخ
يعد معهد أم درمان العلمي أول معهد علمي أهلي أقيم في السودان الحديث وقد تخرج منه العديد من العلماء والشخصيات السودانية البارزة. طلب علماء سودانيون من الحكومة الاستعمارية آنذاك إنشاء معهد أم درمان العلمي فوافقت وتأسس المعهد في العام 1912 م ، كرد فعل للتعليم الأجنبي. ويمثل المعهد بداية التعليم الديني النظامي بالسودان الذي تبنى نظام الأزهر وقد تطور المعهد العلمي في منتصف الستينيات من القرن العشرين ليصبح فيما بعد جامعة أم درمان الإسلامية في عام 1965م.

## الكليات
- كلية الطب والعلوم الصحية
- كلية العلوم والتكنولوجيا
- كلية العلوم الهندسية
- كلية الزراعة
- كلية الصيدلة
- كلية الشريعة والقانون
- كلية علوم المختبرات الطبية
- كلية الإقتصاد والعلوم السياسية
- كلية الإعلام
- كلية التربية
- كلية الحاسبات وتقنية المعلومات
- كلية العلوم الإدارية
- كلية الدراسات العليا
- كلية الاداب
- كلية تنمية المجتمع
- كلية الدعوة

### عمادة شئون المكتبات

#### النشأه والتطور
تعتبر مكتبة جامعة أم درمان الإسلامية من أوائل المكتبات الجامعية في السودان من حيث النشأة ؛ إذ يرجع تاريخ إنشائها إلى العام 1912 م وهو العام الذي أنشأ فيه معهد أم درمان العلمي سابقاً ، والذي تعد مكتبته هي النواة الأولى لها.
       . وفي العام 1965 م صدر قرار ترفيع الكلية إلى جامعة أم درمان الإسلامية ، حيث عين على المستوى الإداري الخبير المصري الأستاذ محمد المهدي حنفي – رحمه الله في العام 1966 م كأول أمين مكتبة (بعد ترفيع المعهد إلى جامعة)  ، وفي العام 1972 م تم تعيين أول ثلاثة من خريجي قسم الوثائق والمكتبات مساعدين لأمين المكتبة ،  وتوسعت المكتبة بإضافة مبنى من ثلاثة طوابق صحبه توسع نوعي في زيادة عدد المكتبات الفرعية بالكليات والمعاهد التابعة للجامعة .
      كان لبعض الشخصيات من علماء ومشايخ معهد أم درمان العلمي ، دور بارز في دعم المكتبة بالكتب والمصادر المختلفة . نذكر منهم:
- الشيخ أبو القاسم أحمد هاشم.
- الشيخ عبد الله عمر البنا.
- الشيخ عبد السلام العجيل.
- الشيخ الكباشي خلف الله.
- الشيخ محمد نور الحسن.

وتتمثل أهداف مكتبات جامعة أم درمان الإسلامية في :
- جمع وحفظ وتنظيم التراث الفكري الإسلامي وإتاحة الإطلاع عليه تحقيقاً لرسالة وأهداف الجامعة.
- توفير أوعية المعلومات للطلاب والباحثين وأعضاء هيئة التدريس.
- تقديم[4] خدمات المعلومات الضرورية واللازمة لحاجة أعضاء هيئة التدريس والطلاب والباحثين من داخل وخارج الجامعة.[4]
- مساندة العملية التعليمية والبحثية بالجامعة.    [4]